# La Puerta de San Pedro
La Puerta de San Pedro är en ort i Mexiko.   Den ligger i kommunen Tequila och delstaten Jalisco, i den centrala delen av landet, 500 km väster om huvudstaden Mexico City. La Puerta de San Pedro ligger 1 171 meter över havet och antalet invånare är 167.
Terrängen runt La Puerta de San Pedro är kuperad åt sydväst, men åt nordost är den bergig. Runt La Puerta de San Pedro är det ganska tätbefolkat, med 83 invånare per kvadratkilometer. Närmaste större samhälle är Tequila, 5,1 km söder om La Puerta de San Pedro. I omgivningarna runt La Puerta de San Pedro växer huvudsakligen savannskog.